# Kürnbach
Kürnbach este o comună din landul Baden-Württemberg, Germania.